# Aliecer Urrutia
Aliecer Urrutia Delgado (nacido el 22 de septiembre de 1974 en Placetas, Villa Clara) es un ex atleta cubano, especialista en el triple salto, cuyo mejor año deportivo fue 1997, en el cual consiguió dos medallas en los Campeonatos del Mundo de atletismo.

## Biografía
En junio de 1996 estableció su mejor marca personal, al saltar 17,70 metros en un certamen de Sevilla. Participó en los Juegos Olímpicos de 1996, donde terminó en 15.ª posición.
En marzo de 1997, Urrutia saltó al estrellato al batir el récord del mundo de triple salto en pista cubierta en Sindelfingen, con una marca de 17,83 metros, que superaba a la anterior de 17,77 metros, en poder de Leonid Voloshin desde 1994. Pocos días después, ganó la medalla de plata en el Campeonato del Mundo en pista cubierta, solo superado por el también cubano Yoel García.
Más tarde, en septiembre del mismo año, fue medalla de bronce en el Campeonato Mundial de Atletismo celebrado en Atenas, por detrás de su compatriota Yoelvis Quesada y el británico Jonathan Edwards.
Se retiró en 2002.
En marzo de 2004, el sueco Christian Olsson igualó su récord en el Campeonato del Mundo celebrado en Budapest.